# Беспаленко, Сергей Петрович
Сергей Петрович Беспаленко (укр. Сергій Петрович Безпаленко) — советский и украинский спортсмен и тренер; Мастер спорта СССР, Заслуженный тренер Украины.

## Биография
В студенческие годы занимался спортом. В 1978 году начал карьеру тренера. Воспитал около 100 мастеров спорта СССР и Украины, 10 мастеров спорта международного класса; среди его учеников — Михаил Николаев. Также его воспитанником был Мастер спорта Игорь Леусский, выигравший открытый чемпионат Соединённых Штатов Америки по греко-римской борьбе среди ветеранов.
Работал тренером СДЮШОР по греко-римской борьбе в городе Николаеве, а также старшим тренером сборной области. В настоящее время[какое?] работает в Харькове тренером отделения греко-римской борьбы комплексной детско-юношеской спортивной школы № 9.